# Parco nazionale di Boukornine
Il parco nazionale di Boukornine (in francese Parc national de Boukornine) è un parco nazionale della Tunisia settentrionale, centrato attorno al massiccio del Djebel Boukornine. Istituito nel 1987, copre una superficie di 1939 ettari.

## Territorio
Situato nelle immediate vicinanze della città di Hammam Lif e ad una decina di chilometri da Tunisi, la capitale del paese, viene designato come parco peri-urbano.

## Flora
Ospita numerose specie vegetali tipiche della vegetazione mediterranea tra cui il pino di Aleppo, il carrubo, l'olivastro, e anche alcune specie molto rare in Tunisia, come il ciclamino di Persia, le orchidee e i tulipani selvatici.

## Fauna
Tra le 25 specie di mammiferi qui presenti, possiamo citare il cinghiale, lo sciacallo e la volpe. Merita una menzione la presenza del mustiolo (Suncus etruscus), che con una taglia di 4 cm e un peso di circa 2 g, è il più piccolo mammifero del mondo.
Sulle falesie del Djebel nidificano anche un gran numero di uccelli rapaci tra cui l'aquila reale (Aquila chrysaetos), il falco pellegrino (Falco peregrinus), la poiana codabianca (Buteo rufinus), lo sparviero (Accipiter nisus) e l'aquila del Bonelli (Aquila fasciata ).
Nel parco è possibile osservare inoltre rettili quali i camaleonti, la lucertola ocellata, la testuggine greca e alcune specie di colubro, tra le quali la più numerosa è il colubro ferro di cavallo.